# Droit chypriote
Le droit chypriote est le droit appliqué à Chypre à l'exception de la république autoproclamée de Chypre du Nord.
Les lois de la République de Chypre sont gouvernées, en principe, par la Constitution et le traité de garantie du 16 août 1960.

## Histoire du droit chypriote
Les protections accordées aux deux entités linguistiques, culturelles, et religieuses et le statut personnel des individus dépendait de leur affiliation. Ceci était un héritage du droit ottoman et de la pratique coloniale. Peu après l’indépendance, les lois étaient publiées en grec et en turc, cependant, les différences entre les deux communautés et la division de facto de l'île entraîna des anomalies dans le droit tant local qu'international. 
Cependant, dès le milieu des années 1970, les décisions n'étaient publiées qu'en grec.

## Sources du droit

### Constitution
La Constitution est la loi suprême du pays. Celle-ci a subi cinq modifications dont la dernière, en 2006, a assuré la primauté du droit communautaire dans l'ordre constitutionnel.

### Droit de l'Union européenne
Le 1er mai 2004, Chypre est devenu un État membre de l'Union européenne. Le droit de l'Union primaire et dérivé prévaut sur le droit national.
En effet, l'article 179 de la Constitution renvoie à l’article 1A qui écarte la primauté de la Constitution vis-à-vis du droit de l’Union européenne. Or l’article 1A dispose qu'aucune disposition de la Constitution ne peut être considérée comme annulant des lois, des actes ou des mesures adoptées par Chypre afin de se conformer aux obligations résultant de son adhésion à l'Union. La Constitution ne peut faire échec à l’effet juridique, à Chypre, des règlements, directives et autre actes contraignants adoptés par l’Union européenne.

### Droit international
L'article 169 dispose que :

« Traités, conventions et accords conclus en accord avec les dispositions ci-dessus du présent article ont, dès leur publication au Journal officiel de la République, une autorité supérieure à toute loi communautaire à condition que ces traités, conventions et accords soient appliqués par l'autre partie signataire. »

### Législation
L'article 61 de la Constitution dispose que la Chambre des représentants exerce le pouvoir législatif.

### Actes normatifs
L'administration peut émettre certains actes de législation secondaire nécessaires à la mise en application d'une loi. La législation secondaire est soumise aux normes qui lui sont supérieures dans la hiérarchie des normes chypriotes.

### Jurisprudence
Les décisions de la Cour suprême sont contraignantes sur les juridictions inférieures.

### Autres sources
La common law et le principe d'équité sont aussi deux sources subsidiaires du droit, bien qu'ils ne soient prévus par aucun acte législatif.